# ボグスワフ・シェッフェルの作品一覧
ボグスワフ・シェッフェルの作品一覧は、彼が残した「音楽作品」、「戯曲」、「絵画」、「著作」を網羅するものである。

## 音楽作品（年代順）
1. Drei kurze Stücke ピアノのための 1944-1946
2. Sonatine 二つのヴァイオリンのための 1946
3. Sonatine アルト・サクソフォンのための 1946
4. Concertino 二つのヴァイオリンとチェロのための 1947
5. Trio 二つのヴァイオリンとチェロのための 1947
6. Diarium - 14 kurze Stücke ピアノのための 1947
7. Vier Stücke ファゴットとピアノのための 1947
8. Duett オーボエとクラリネットのための 1947
9. Quartett 二つのヴァイオリン、チェロとピアノのための 1947
10. Andante 弦楽六重奏のための 1947
11. 23 kurze Stücke ヴァイオリンのための 1947-1948
12. Drei vokale Duette ソプラノとメゾソプラノのための 1948
13. Zwei kurze Kompositionen 二つのフルートと二つのクラリネットのための 1948
14. Konzert 四つのヴァイオリンのための 1948
15. Stück 二つのフルートのための 1948
16. Stück 二つのクラリネットのための 1948
17. Kleines Quartett トランペット、二つのホルン、トロンボーンのための 1948
18. 19 Mazurken ピアノのための 1949
19. Sechs Stücke オーボエ、クラリネット、ファゴットのための 1949
20. Drei lieder 声とピアノのための 1949
21. Fantasie フルートとハープのための 1949
22. Canzona チェロのための 1949
23. Polytonale Studie 3つのクラリネットのための 1949
24. Drei romantische Stücke ピアノのための 1949
25. Dichtungen von Guillaume Apollinare ソプラノとオーケストラのための 1949
26. Zwei Stücke ピアノのための 1949-1950
27. Konzert 二台のピアノのための 1951
28. Drei kurze Stücke オーケストラのための 1952
29. Sonatine ピアノのための 1953
30. Musique pour orchestre d’instruments à cordes (Nocturne) 弦楽オーケストラのための 1953[1]
31. Zwei Studien フルートのための 1953
32. Zwei Studien アルト・サクソフォンのための 1954
33. Komposition ピアノのための 1954
34. Musik 弦楽四重奏のための 1954
35. Sonate ヴァイオリンのための 1955
36. Studie im Diagramm I ピアノのための(a) 1955,Studie im Diagramm II ピアノのための(b) 1955-1956
37. Permutationen 六金管、ヴィオラ、打楽器、ハープとピアノのための 1956
38. Modell I ピアノのための 1956
39. Extreme 十楽器の為の 1957
40. I.Streichquartett 弦楽四重奏のための 1957
41. Modell II ピアノのための 1957
42. Quattro Movimenti ピアノとオーケストラのための 1957
43. Variationen ピアノのための 1958
44. PR-I I 合唱のための 1958
45. Acht Stücke ピアノのための 1958
46. Freie komposition ピアノのための 1958
47. PR-I II 一つのいまだ存在していない楽器のための 1958
48. Tertium Datur チェンバロとオーケストラのための 1958
49. Drei Studien ピアノのための 1959
50. Monosonate 六つの弦楽四重奏のための 1959
51. Lineare Konstruktion ピアノのための 1959
52. Concerto breve チェロとオーケストラのための 1959
53. Equivalenze sonore 打楽器室内オーケストラのための 1959
54. Concerto 弦楽四重奏のための 1959
55. Artikulationen ピアノのための 1959
56. Konfigurationen ピアノのための 1960
57. Ausgangspunkte ピアノのための 1960
58. Topofonica 互いに異なった四十楽器のための 1960
59. Negative フルートのための 1960
60. Concerto per sei a tre クラリネット、サクソフォン、ヴァイオリン、チェロ、打楽器、ピアノと室内オーケストラのための 1960
61. Non-stop ピアニストのための 1960
62. Verbundene Konstruktionen 大弦楽オーケストラのための 1960
63. Montaggio 6人の奏者のための 1960
64. Dispositionen a ピアノのための 1960
65. Kleine Sinfonie～Scultura～ オーケストラのための 1960
66. Musica チェンバロと楽器群のための 1960
67. Drei Kompositonen fuer MJQ ヴィブラフォンとピアノとコントラバスと打楽器のための 1960
68. Klangformen アルトサクソフォンのための 1960
69. Kodes 室内オーケストラのための 1960
70. Azione a due ピアノと楽器群のための 1961
71. Imago Musicae ヴァイオリンと楽器群の伴奏のための 1961
72. Modell III ピアノのための 1961
73. Musica ipsa 低音オーケストラのための 1962
74. Project einer automaschen Musikkomposition 1962
75. Vier Stuecke 弦楽三重奏のための 1962
76. Project einer automaschen Buenenkomposition 1962
77. Course ,,h" ジャズとアンサンブルのための 1962
78. Konstruktionen ヴィブラフォンのための 1962
79. TIS MW2 俳優、バレリーナ、ソプラノ、アンサンブルのための 1962
80. Konturen ピアノのための 1963
81. S'alto サックスとソロイスツのための 1963
82. Konzert フルートとフルートトリオと高音オーケストラのための 1963
83. Expressive Aspekte ソプラノとフルートのための 1963
84. Music for MI ヴィブラフォン、歌手、話し手、ジャズアンサンブルとオーケストラのための 1963
85. Violinkonzert I ヴァイオリンとオーケストラのための 1961-63
86. PR-I III 合唱とオーケストラのための 1963
87. Modell IV ピアノのための 1963
88. TIS GK～Szenische Komposition～ 俳優、歌い手、楽器とテープのための 1963
89. Szenar 未だかつて存在することのなかった、しかし可能な限り楽器のような俳優のための 1963
90. Collage and Form 8人のジャズ奏者とオーケストラのための 1963
91. Zwei Stuecke ヴァイオリンとピアノのための 1964
92. Sfumato チェンバロのための 1964
93. PR-I IV 等価の楽器群のための 1964
94. Audienzen I-V 俳優のための 1964
95. II. Streichquartett 弦楽四重奏のための 1964
96. Collage オーケストラのための 1964
97. Sinfonie～Elektronische Musik～ テープのための 1964
98. Fuenf kurze Stuecke ハープ・ソロのための 1956
99. PR-I V 俳優のための 1964
100. Quartett 二台のピアノと2奏者のための 1965

## 戯曲（年代順）
1. Webern (1955)
2. Scenario for a NonExisting but Possible Instrumental Actor (1963)
3. Audience nos. 1-5 (1964)
4. Quartet for Four Actors (1966)
5. Fragment no. 1 (1968)
6. Scenario for Three Actors (1970)
7. Darkness (1980)
8. Aurora (1982)
9. Sins of Senility (1985)
10. Kaczo (1987)
11. Actor (1990)
12. Trials (1990)
13. Séance (1990)
14. Tutam (1991)
15. Toast (1991)
16. Rondo (1991)
17. Revenge (1991)
18. Together (1992)
19. Harvest (1993)
20. Promotion (1993)
21. If (1993)
22. Denni (1993)
23. Gloss (1993)
24. Morning (1993)
25. Multi (1994)
26. Fragment no. 2 (1995)
27. Largo (1996)
28. The Demon of the Theatre (1998)
29. Alles (1998)
30. Announcement (1998)
31. Farniente (dolce lavoro) (1998)
32. Walks in the Park (1998)
33. Inałt (1998)
34. Sleep and Not (1998)
35. Coincidence (1999)
36. DwaTe (2000)
37. Scale (2001)
38. Love Scenes (2003)
39. A Multimedia Something no. 1 (2004)
40. Fragment no. 3 (2005)
41. A Multimedia Something (2007)
42. Last Play (2014)[2]

## 絵画（年代順）
1. Bild aus 25 kleinen Bildern
2. Grafik Nr.19
3. Graphische KOmposition fuer Luciano Marucci
4. Collage
5. Collage (mit Hund)
6. Collage mit Kind[3]

## 著作（年代順）
1. Nowa muzyka: problemy współczesnej techniki kompozytorskiej, PWM 1958
2. Mały informator muzyki XX wieku, PWM 1958
3. Klasycy dodekafonii (t. 1 i 2), PWM 1961 (t. 1) / 1964 (t. 2)
4. Leksykon kompozytorów XX wieku (t. 1 – A-Ł t. 2 – M-Z), PWM 1963 (t. 1) / 1965 (t. 2)
5. Almanach polskich kompozytorów współczesnych (Almanach polnischer zeitgenössischer Komponisten), Krakau 1966, 1982.
6. W kręgu nowej muzyki, Wydawnictwo Literackie 1967
7. Dźwięki i znaki: wprowadzenie do kompozycji współczesnej, PWN 1969
8. Muzyka XX wieku: twórcy i problemy, Wydawnictwo Literackie 1975
9. Wstęp do kompozycji, PWM 1976
10. Dzieje muzyki, WSiP 1983
11. Dzieje kultury muzycznej. Podręcznik dla klas I-II szkół średnich, WSiP 1987
12. Kompozytorzy XX wieku (t. 1 – Od Mahlera do Szostakowicza, t. 2 – Od Messiæna do Caprioliego), Wydawnictwo Literackie 1990
13. 50 Jahre Schaffen, Collsch Edition 1994[4]

## 備考
1. ピアノとオーケストラのための「四つの楽章(1957)」をピアノ協奏曲一番や二番にする多くの出版物が存在するが、この作品は一番でも二番でもない。ピアノ協奏曲は1967年作曲とされているが、製本作業は2001年で世界初演は2004年である。
2. 「電子メディアを伴う弦楽四重奏のための弦楽四重奏曲第10番 (1999)」と「弦楽四重奏のための12の小品 (2000)」は公式カタログでは同一の作品とされているが、まったく別の作品[5]。
3. ピアノ協奏曲第六番を「ピアノとコントラバスとジャズセットとコーラスのためのblueS VIあるいはピアノとオーケストラのためのblueS VII[6]」に間違えたままの文献が頻繁に表れるが、ピアノ協奏曲第六番はblueSではない。ピアノ協奏曲第六番は[7]universal arts festivalで紹介された譜例の通り、「弦楽五重奏と管楽五重奏とアコーディオンを伴うピアノ独奏のためのピアノ協奏曲第六番」であり、アヴァンギャルド・チロル2005で初演[8]されている。blueSシリーズはピアノ協奏曲の編成を取ったものが後年増えるが、ピアノ協奏曲としてのナンバリングは行われていない。シェッフェルはピアノ協奏曲として分類される作品を少なくとも14曲作曲した。
4. シェッフェルは交響曲のナンバリングを長期間怠っており、何が第一番に該当するのかを明言していない。オックスフォード大学出版局による音楽辞典にはカッコつきで第一番を名指しした形跡があるが、本人の手によるものではない。しかしながら、バルバラ・ドブレツベルガーとルドミラ・スタヴォヴィ作成のリストに該当作品が現れないことなどを理由に、「Scultura 小交響曲」が第一番、「交響曲1967」が第二番、「9楽章の交響曲」が第三番、「室内交響曲」が第四番、「1楽章の交響曲」が第五番、「交響的断章」が第八番である可能性はかなり強い。6, 7, 9はナンバリングされている。「Sinfonia」と「Sinfonietta」と「テープのための交響曲」と「Sinfonia/Concerto」と「Sinfonia breve」はナンバリング対象になっていない。
5. 「ピアノのためのモデル」は作曲者の妻が作曲年代順にナンバリングを行うことを一旦失敗してしまったため、年代順に番号がそろわない時期が存在していた。しかし、自筆譜では正確に記載されている。このため、各種文献には間違ったままの年号で記載されている[9]。
6. ピアノ協奏曲、ヴァイオリン協奏曲、弦楽四重奏曲の編成に該当するものは、「第何番」とナンバリングされていない作品が複数存在するが、公式サイトでは編成順の番号が独自に整理されている。
7. 「ソロ・ヴァイオリンのための協奏曲」はヴァイオリンのみのための作品。
8. Kwaiwaは日本語の「会話」からとられている。原音はKaiwaであってKwaiwaではない。これについてはKaiwaに変更を行わない。Yookaiも同様である。
9. インランド・エンパイアのサウンドトラックには「ボグスワフ・シェッフェル作ピアノ協奏曲」とあるが、実際に使われたのはピアノ協奏曲第三番の第一楽章。
10. オーストリア音楽情報センターは2006年度末までの作品を目視で数え上げたようだが、2007年以降の作品の照会が行えない。ポーランド音楽情報センターも2007年以降の作品の照会が行えない状態が続いている。これは音楽学者であった彼の妻がなくなったためである。
11. 再作曲作品はほぼ新作として数えられているが、そうとはみなされなかったものも存在する。これについては作曲者の意思を尊重した形をとっている。
12. 編成は未だ作品に必要な人数をカタログに記していないことが多く、編成別のリストは2006年現在作成が不可能である。「50年の創作軌跡」には編成別の作品リストが載っていた。スコアにはオーケストラが何名かまで詳細に全て指定されている。従って、ここには確実に作曲されたことがわかっている題名を年代順に挙げることしかできない。
13. 作品番号は公式サイトによって、テレマン番号と同じように編成別の作品番号が誕生しておりそちらが正規の番号である。ここは、年代順の番号が便宜上付されているのみである。諸出版物で大量にみられる数え落とし、誤記、勘違いはウィキペディアンが補完している。
14. シェッフェルは演奏される国の言語にその都度題名を合わせていることも多く、原題が何語かを定めていないことも多い。2000年まではバルバラ・ドブレツベルガー作成の作品リスト、2001年以降はオーストリア音楽情報センター作成の作品リストを参照している。作曲者が原題の言語を指定したもの、あるいは作曲者の造語においてはこの限りではない。日本語からと見られる題も、原題のアルファベット表記のままで掲載される。
15. ポーランド音楽情報センターにおいては表記指定のない作品を全てポーランド語にしている。公式サイトによる編成別作品番号では、造語以外をすべてポーランド語に直された題名が採用された。この編成別作品番号は「50年の創作軌跡」で採用された編成別リストとはかなり異なり注意が必要。

## 参考外部リンク
- ポーランド音楽情報センター
- オーストリア音楽情報センター
- 在米ポーランド音楽センター